# 名古屋市立相生小学校
名古屋市立相生小学校（なごやしりつ あいおいしょうがっこう）は、愛知県名古屋市天白区境根町の公立小学校。

## 歴史

### 沿革
- 1974年（昭和49年） - 名古屋市立高坂小学校分校設置[WEB 1]。
- 1975年（昭和50年）
  - 3月 - 高坂小学校から分離[WEB 1]。
  - 4月1日 - 相生山団地の児童を主な対象として名古屋市立高坂小学校学区の一部を分離し、名古屋市立相生小学校として分離独立[1]。
- 1977年（昭和52年）
  - 1月 - 体育館兼講堂完成[WEB 1]。
  - 4月 - 校章制定[WEB 1]。
- 1979年（昭和54年）
  - 3月 - 校旗制定[WEB 1]。
  - 11月 - 校歌制定[WEB 1]。
- 1984年（昭和59年）11月 - 開校10周年記念作品展開催[WEB 1]。
- 1992年（平成4年）5月 - 南校舎屋上広場完成[WEB 1]。
- 1994年（平成6年）11月 - 開校20周年記念式典挙行し、記念作品展開催[WEB 1]。
- 1995年（平成7年）3月 - いきいきスクール工事[WEB 1]。
- 2001年（平成13年）3月 - 学校農園の活動開始[WEB 1]。
- 2002年（平成14年）6月 - トワイライトスクール開設[WEB 1]。
- 2004年（平成16年）11月 - 開校30周年記念式典挙行し、総合学習発表会開催[WEB 1]。
- 2014年（平成26年）
  - 4月 - 40周年記念キャラクター決定[WEB 1]。
  - 10月 - 開校40周年記念式典挙行[WEB 1]。
- 2016年（平成28年）3月 - 普通教室エアコン設置工事[WEB 1]。
- 2024年（令和6年）11月22日 - 創立50周年記念式典挙行[WEB 2]。

### 児童数の変遷
『愛知県小中学校誌』（1998年）によると、児童数の変遷は以下の通りである。
| 1975年（昭和50年） | 750人 |  |
| 1977年（昭和52年） | 763人 |  |
| 1987年（昭和62年） | 483人 |  |
| 1997年（平成9年）  | 258人 |  |

## 通学区域
所管する名古屋市教育委員会は、2019年（令和元年）9月1日現在、天白区のうち、相川二丁目・境根町・天白町大字野並字境根・久方一丁目および相川一丁目・天白町大字野並字相生・久方二丁目・久方三丁目の各一部を通学区域として指定している。
また、卒業後の進学先は名古屋市立久方中学校となっている。

## 交通アクセス
- 名古屋市営地下鉄鶴舞線植田駅より、名古屋市営バス鳴子11号系統で、「境根」停留所下車後、徒歩5分[WEB 5]。
- 名古屋市営地下鉄桜通線相生山駅より、徒歩15分[WEB 5]。

## 周辺
- 相生山緑地 - 敷地が隣接
- にじいろ保育園相生 - 名古屋市道をはさんで、敷地が隣接。
- 愛知県住宅供給公社山根台住宅
- 学校法人ひばり学園ひばり幼稚園 - 相生山団地内
- UR都市再生機構相生山団地
  - 相生コミュニティセンター
- 名古屋市立山根公園
- 名古屋市立山根小学校 - 直線距離で約200mほどしか離れていない。
- なお、上述の公園・緑地以外の公園・緑地も点在する。

### WEB
1. 1 2 3 4 5 6 7 8 9 10 11 12 13 14 15 16  “学校の歩み”.   名古屋市立相生小学校. 2022年4月15日閲覧。
2. ↑  令和6年度の行事予定 (PDF)  - 名古屋市立相生小学校ホームページ内
3. ↑  名古屋市教育委員会事務局総務部教育環境計画室計画係 (2019年9月1日). “名古屋市立小・中学校の通学区域一覧（天白区）” (PDF).   名古屋市. 2020年6月14日閲覧。
4. ↑  名古屋市教育委員会事務局総務部教育環境計画室計画係 (2018年4月1日). “名古屋市立中学校区一覧（小→中）” (PDF).   名古屋市. 2020年6月20日閲覧。
5. 1 2  “学校までのアクセス”.   名古屋市立相生小学校. 2020年6月21日閲覧。

### 書籍
1. 1 2 3 4  六三制教育五十周年記念愛知県小中学校誌編集委員会 1998, p. 402.